# Puchar Kontynentalny w skokach narciarskich 2001/2002
Puchar Kontynentalny w skokach narciarskich 2001/2002 rozpoczął się 6 lipca 2001 w Velenje, a zakończył 16 marca 2002 w Vikersund. Zakończenie było wcześniej zaplanowane na 24 marca w Ruhpolding, ale konkursy zostały odwołane. Był to ostatni sezon, w którym były rozgrywane kwalifikacje do konkursów oraz w którym nie zastosowano podziału na klasyfikację letnią i zimową. Był to też ostatni sezon w którym rozegrano konkursy drużynowe. Pierwsze miejsce w klasyfikacji generalnej zajął Niemiec Michael Neumayer, drugi był Fin Janne Ylijärvi, natomiast trzecią lokatę zajął Niemiec Jörg Ritzerfeld. Spośród 57 zaplanowanych konkursów rozegrano 47, w tym dwa drużynowe.

## Zwycięzcy

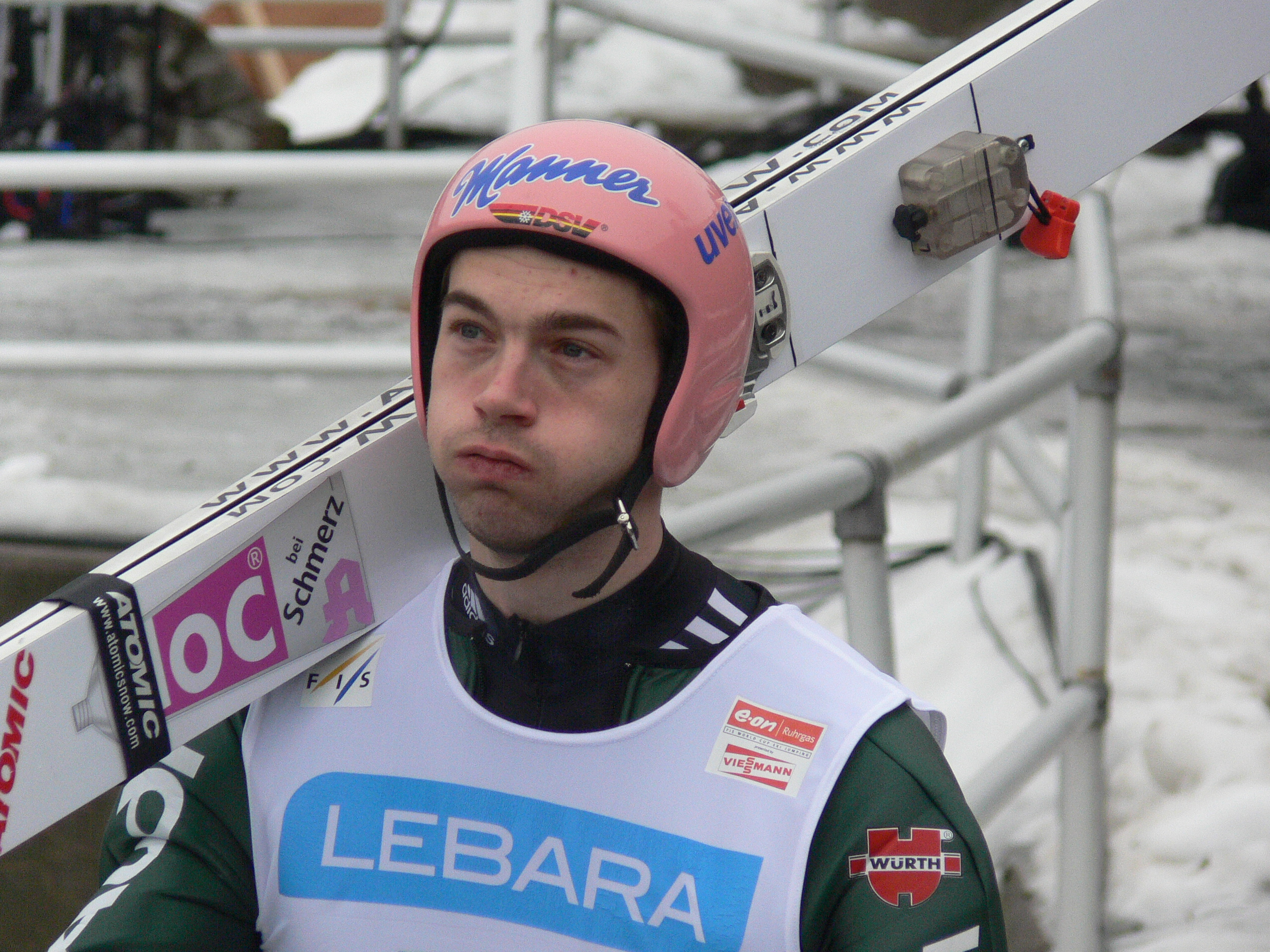
Michael Neumayer Zwycięzca klasyfikacji generalnej

## Kalendarz i wyniki
| Opracowano na podstawie                       | Opracowano na podstawie                       | Opracowano na podstawie                       | Opracowano na podstawie                       | Opracowano na podstawie                       | Opracowano na podstawie                       | Opracowano na podstawie                                                  | Opracowano na podstawie                                                       | Opracowano na podstawie                                                       |
| Lp                                            | Data                                          | Miejscowość                                   | Skocznia                                      | Punkt K                                       | Uwagi                                         | 1. miejsce                                                               | 2. miejsce                                                                    | 3. miejsce                                                                    |
| --------------------------------------------- | --------------------------------------------- | --------------------------------------------- | --------------------------------------------- | --------------------------------------------- | --------------------------------------------- | ------------------------------------------------------------------------ | ----------------------------------------------------------------------------- | ----------------------------------------------------------------------------- |
| 1.                                            | 6 lipca 2001                                  | Velenje                                       | Grajski grič                                  | K-85                                          | –                                             | Jure Radelj                                                              | Igor Medved                                                                   | Robert Kranjec                                                                |
| 2.                                            | 7 lipca 2001                                  | Velenje                                       | Grajski grič                                  | K-85                                          | –                                             | Robert Kranjec                                                           | Jure Radelj                                                                   | Primož Urh-Zupan                                                              |
| 3.                                            | 14 lipca 2001                                 | Villach                                       | Alpenarena                                    | K-90                                          | –                                             | Robert Kranjec                                                           | Roland Audenrieth                                                             | Stefan Kaiser                                                                 |
| 4.                                            | 15 lipca 2001                                 | Villach                                       | Alpenarena                                    | K-90                                          | –                                             | Robert Kranjec                                                           | Jakub Hlava                                                                   | Stefan Kaiser                                                                 |
| 5.                                            | 4 sierpnia 2001                               | Oberstdorf                                    | Schattenbergschanze                           | K-90                                          | –                                             | Georg Späth                                                              | Choi Heung-chul                                                               | Wojciech Skupień                                                              |
| 6.                                            | 5 sierpnia 2001                               | Oberstdorf                                    | Schattenbergschanze                           | K-90                                          | drużynowy                                     | Niemcy Roland Audenrieth · Stephan Hocke · Jörg Ritzerfeld · Georg Späth | Korea Południowa Choi Yong-jik · Kang Chil-ku · Kim Hyun-ki · Choi Heung-chul | Szwajcaria Andreas Küttel · Marco Steinauer · Sylvain Freiholz · Simon Ammann |
| 7.                                            | 18 sierpnia 2001                              | Rælingen                                      | Marikollen                                    | K-88                                          | –                                             | Stephan Hocke                                                            | Janne Happonen Michael Neumayer                                               | –                                                                             |
| 8.                                            | 19 sierpnia 2001                              | Rælingen                                      | Marikollen                                    | K-88                                          | –                                             | Kai Bracht Janne Happonen                                                | –                                                                             | Frode Håre                                                                    |
| 9.                                            | 25 sierpnia 2001                              | Calgary                                       | Alberta Ski Jump Area                         | K-89                                          | –                                             | Alan Alborn                                                              | Primož Peterka                                                                | Janne Ylijärvi                                                                |
| 10.                                           | 26 sierpnia 2001                              | Calgary                                       | Alberta Ski Jump Area                         | K-89                                          | –                                             | Alan Alborn                                                              | Martin Koch                                                                   | Janne Ylijärvi                                                                |
| 11.                                           | 1 września 2001                               | Park City                                     | Utah Olympic Park                             | K-120                                         | –                                             | Alan Alborn                                                              | Martin Koch                                                                   | Robert Kranjec                                                                |
| 12.                                           | 1 września 2001                               | Park City                                     | Utah Olympic Park                             | K-120                                         | –                                             | Kimmo Yliriesto                                                          | Robert Kranjec                                                                | Janne Ylijärvi                                                                |
| 13.                                           | 29 września 2001                              | Oberhof                                       | Hans-Renner-Schanze                           | K-120                                         | –                                             | Ildar Fatkullin                                                          | Alan Alborn                                                                   | Stephan Hocke                                                                 |
|                                               | 30 września 2001                              | Oberhof                                       | Hans-Renner-Schanze                           | K-120                                         |                                               | odwołany                                                                 | odwołany                                                                      | odwołany                                                                      |
| 14.                                           | 17 listopada 2001                             | Ruka                                          | Rukatunturi                                   | K-120                                         | –                                             | Janne Ylijärvi                                                           | Alan Alborn                                                                   | Lassi Huuskonen                                                               |
| 15.                                           | 18 listopada 2001                             | Ruka                                          | Rukatunturi                                   | K-120                                         | –                                             | Janne Ylijärvi                                                           | Kristian Brenden                                                              | Akseli Kokkonen                                                               |
|                                               | 1 grudnia 2001                                | Falun                                         | Lugnet                                        | K-115                                         | –                                             | odwołany                                                                 | odwołany                                                                      | odwołany                                                                      |
|                                               | 2 grudnia 2001                                | Falun                                         | Lugnet                                        | K-115                                         | –                                             | odwołany                                                                 | odwołany                                                                      | odwołany                                                                      |
| 16.                                           | 15 grudnia 2001                               | Lahti                                         | Salpausselkä                                  | K-116                                         | –                                             | Janne Ylijärvi                                                           | Kimmo Yliriesto                                                               | Janne Happonen                                                                |
| 17.                                           | 16 grudnia 2001                               | Lahti                                         | Salpausselkä                                  | K-116                                         | –                                             | Janne Ylijärvi                                                           | Pekka Salminen                                                                | Kimmo Yliriesto                                                               |
| 18.                                           | 26 grudnia 2001                               | Sankt Moritz                                  | Olympiaschanze                                | K-95                                          | –                                             | Teppei Takano                                                            | Hiroki Yamada                                                                 | Blaž Vrhovnik                                                                 |
| 19.                                           | 28 grudnia 2001                               | Engelberg                                     | Gross-Titlis-Schanze                          | K-120                                         | –                                             | Morten Solem                                                             | Stefan Thurnbichler                                                           | Teppei Takano                                                                 |
| 20.                                           | 2 stycznia 2002                               | Innsbruck                                     | Bergisel                                      | K-120                                         | [ a ]                                         | Clint Jones                                                              | Dirk Else                                                                     | Michael Neumayer                                                              |
| 21.                                           | 11 stycznia 2002                              | Sapporo                                       | Miyanomori                                    | K-90                                          | –                                             | Akira Higashi                                                            | Yūta Watase                                                                   | Daiki Itō                                                                     |
| 22.                                           | 12 stycznia 2002                              | Sapporo                                       | Ōkurayama                                     | K-120                                         | –                                             | Janne Happonen                                                           | Akira Higashi                                                                 | Masahiko Harada                                                               |
| 23.                                           | 13 stycznia 2002                              | Sapporo                                       | Ōkurayama                                     | K-120                                         | –                                             | Janne Happonen                                                           | Takanobu Okabe                                                                | Masahiko Harada                                                               |
| 24.                                           | 12 stycznia 2002                              | Bischofshofen                                 | Paul-Ausserleitner-Schanze                    | K-120                                         | –                                             | Michael Neumayer                                                         | Kai Bracht                                                                    | Kalle Keituri                                                                 |
| 25.                                           | 13 stycznia 2002                              | Bischofshofen                                 | Paul-Ausserleitner-Schanze                    | K-120                                         | –                                             | Pekka Salminen                                                           | Michael Neumayer                                                              | Wolfgang Loitzl                                                               |
| 26.                                           | 19 stycznia 2002                              | Courchevel                                    | Tremplin Le Praz                              | K-120                                         | –                                             | Jörg Ritzerfeld                                                          | Michael Neumayer                                                              | Daniel Forfang                                                                |
| 27.                                           | 20 stycznia 2002                              | Courchevel                                    | Tremplin Le Praz                              | K-120                                         | –                                             | Nicolas Dessum                                                           | Michael Neumayer                                                              | Jörg Ritzerfeld                                                               |
| 28.                                           | 19 stycznia 2002                              | Ishpeming                                     | Suicide Hill                                  | K-90                                          | –                                             | Mathias Hafele                                                           | Gerhard Hofer                                                                 | Bastian Kaltenböck                                                            |
| 29.                                           | 20 stycznia 2002                              | Ishpeming                                     | Suicide Hill                                  | K-90                                          | –                                             | Bine Norčič                                                              | Tore Sneli                                                                    | Gerhard Hofer                                                                 |
| 30.                                           | 26 stycznia 2002                              | Lauscha                                       | Marktiegelschanze                             | K-92                                          | –                                             | Hansjörg Jäkle                                                           | Michael Möllinger                                                             | Frank Ludwig                                                                  |
|                                               | 27 stycznia 2002                              | Lauscha                                       | Marktiegelschanze                             | K-92                                          | –                                             | odwołany                                                                 | odwołany                                                                      | odwołany                                                                      |
| 31.                                           | 26 stycznia 2002                              | Westby                                        | Snowflake                                     | K-106                                         | –                                             | Thomas Schwall                                                           | Uroš Peterka                                                                  | Bastian Kaltenböck                                                            |
| 32.                                           | 27 stycznia 2002                              | Westby                                        | Snowflake                                     | K-106                                         | –                                             | Hans Petrat                                                              | Thomas Schwall                                                                | Bine Norčič                                                                   |
| 33.                                           | 2 lutego 2002                                 | Braunlage                                     | Wurmbergschanze                               | K-80                                          | –                                             | Jörg Ritzerfeld                                                          | Manuel Fettner                                                                | Michael Neumayer                                                              |
| 34.                                           | 3 lutego 2002                                 | Braunlage                                     | Wurmbergschanze                               | K-80                                          | –                                             | Jörg Ritzerfeld                                                          | Lauri Hakola                                                                  | Jakub Jiroutek                                                                |
| 35.                                           | 9 lutego 2002                                 | Gallio                                        | Trampolino di Pakstall                        | K-95                                          | –                                             | Jörg Ritzerfeld                                                          | Morten Solem                                                                  | Frank Löffler                                                                 |
| 36.                                           | 10 lutego 2002                                | Gallio                                        | Trampolino di Pakstall                        | K-95                                          | –                                             | Manuel Fettner                                                           | Michael Möllinger                                                             | Uroš Peterka                                                                  |
| 37.                                           | 16 lutego 2002                                | Planica                                       | Srednija velikanka                            | K-90                                          | –                                             | Bine Norčič                                                              | Jörg Ritzerfeld                                                               | Manuel Fettner                                                                |
| 38.                                           | 16 lutego 2002                                | Planica                                       | Srednija velikanka                            | K-90                                          | drużynowy                                     | Słowenia Rok Benkovič · Primož Urh-Zupan · Blaž Vrhovnik · Bine Norcic   | Niemcy Michael Neumayer · Dirk Else · Frank Löffler · Jörg Ritzerfeld         | Finlandia Janne Ylijärvi · Pekka Salminen · Kimmo Yliriesto · Tami Kiuru      |
|                                               | 23 lutego 2002                                | Brotterode                                    | Inselbergschanze                              | K-98                                          | –                                             | odwołany                                                                 | odwołany                                                                      | odwołany                                                                      |
|                                               | 24 lutego 2002                                | Brotterode                                    | Inselbergschanze                              | K-98                                          | –                                             | odwołany                                                                 | odwołany                                                                      | odwołany                                                                      |
| 39.                                           | 23 lutego 2002                                | Iron Mountain                                 | Pine Mountain                                 | K-120                                         | –                                             | Sigurd Pettersen                                                         | Kalle Keituri                                                                 | Kai Bracht                                                                    |
| 40.                                           | 24 lutego 2002                                | Iron Mountain                                 | Pine Mountain                                 | K-120                                         | –                                             | Arttu Lappi                                                              | Stefan Thurnbichler                                                           | Ferdinand Bader                                                               |
| 41.                                           | 2 marca 2002                                  | Schönwald                                     | Adlerschanze                                  | K-84                                          | TSch                                          | Hansjörg Jäkle                                                           | Manuel Fettner                                                                | Frank Löffler                                                                 |
| 42.                                           | 3 marca 2002                                  | Schönwald                                     | Adlerschanze                                  | K-84                                          | TSch                                          | Choi Heung-chul                                                          | Hansjörg Jäkle                                                                | Manuel Fettner                                                                |
| Turniej Schwarzwaldzki – klasyfikacja końcowa | Turniej Schwarzwaldzki – klasyfikacja końcowa | Turniej Schwarzwaldzki – klasyfikacja końcowa | Turniej Schwarzwaldzki – klasyfikacja końcowa | Turniej Schwarzwaldzki – klasyfikacja końcowa | Turniej Schwarzwaldzki – klasyfikacja końcowa | Hansjörg Jäkle                                                           | Manuel Fettner                                                                | Choi Heung-chul                                                               |
|                                               | 9 marca 2002                                  | Zakopane                                      | Wielka Krokiew                                | K-120                                         | drużynowy                                     | odwołany                                                                 | odwołany                                                                      | odwołany                                                                      |
|                                               | 10 marca 2002                                 | Zakopane                                      | Wielka Krokiew                                | K-120                                         | –                                             | odwołany                                                                 | odwołany                                                                      | odwołany                                                                      |
| 43.                                           | 13 marca 2002                                 | Zaō                                           | Yamagata                                      | K-90                                          | –                                             | Balthasar Schneider                                                      | Daijirō Higuchi                                                               | Homare Kishimoto                                                              |
| 44.                                           | 14 marca 2002                                 | Zaō                                           | Yamagata                                      | K-90                                          | –                                             | Jernej Damjan                                                            | Homare Kishimoto                                                              | Balthasar Schneider                                                           |
| 45.                                           | 14 marca 2002                                 | Vikersund                                     | Vikersundbakken                               | K-90                                          | [ c ]                                         | Maximilian Mechler                                                       | Toni Nieminen                                                                 | Stefan Pieper                                                                 |
| 46.                                           | 15 marca 2002                                 | Vikersund                                     | Vikersundbakken                               | K-90                                          | –                                             | Frank Ludwig                                                             | Dirk Else                                                                     | Michael Neumayer                                                              |
| 47.                                           | 16 marca 2002                                 | Vikersund                                     | Vikersundbakken                               | K-90                                          | –                                             | Michael Neumayer                                                         | Maximilian Mechler                                                            | Toni Nieminen                                                                 |
|                                               | 23 marca 2002                                 | Ruhpolding                                    | Toni-Plenk-Schanze                            | K-110                                         | –                                             | odwołany                                                                 | odwołany                                                                      | odwołany                                                                      |
|                                               | 24 marca 2002                                 | Ruhpolding                                    | Toni-Plenk-Schanze                            | K-110                                         | –                                             | odwołany                                                                 | odwołany                                                                      | odwołany                                                                      |